# عبد الرحمن العنجري
عبد الرحمن فهد مشاري العنجري ، من مواليد 1957، نائب سابق عن الدائرة الثانية في مجلس الأمة الكويتي..

## السيرة الذاتية
حاصل على بكالوريوس إدارة أعمال من جامعة سونوما في كاليفورنيا في الولايات المتحدة الأمريكية في عام 1980، وقد عمل عضو مجلس إدارة في البنك القومي للسياحة والتنمية في تونس بين عامي 1996 و1997، ومدير عام شركة المنتجات للأغذية الزراعية بين 2001 و2004، وعمل في المجموعة المالية الكويتية وشركة ساحل الاستثمار وبنك الكويت وآسيا، والمجموعة الاستثمارية العقارية الكويتية في تونس، وشركة عقار العقارية بين 2005 و2006، وهو عضو مجلس إدارة الجمعية الكويتية للدفاع عن المال العام وعضو المكتب السياسي في التحالف الوطني الديمقراطي بين عامي 2004 و2006 وأمينا عاما له، وهو عضو جمعية الخريجين الكويتية.

## حياتة الشخصية
متزوج ولديه ولدان مشاري (21 سنة) ومحمد (20 سنة).

## سيرتة البرلمانية
شارك في انتخابات مجلس الأمة الكويتي 2008 في الدائرة الثانية، وحصل على المركز الثالث عشر برصيد 3397 صوت وخسر الانتخابات، وشارك في انتخابات مجلس الأمة الكويتي 2009 في الدائرة الثانية، وحصل على المركز الخامس برصيد 5168 صوت وفاز بالانتخابات.
https://twitter.com/alanjary_majlis